# Чорний гну
Чорний гну, або білохвостий гну (лат. Connochaetes gnou) — вид ссавців із роду гну підродини бубалових родини порожнисторогих.

## Зовнішній вигляд
Забарвлення чорних гну варіює від темно-коричневого до чорного кольору. У самців забарвлення темніше, ніж у самиць. Влітку забарвлення світліше, ніж взимку. Як і блакитний гну, чорний гну має густу бороду і гриву. Ця грива білого кольору, чорна на кінцях. Борода чорного кольору і тягнеться уздовж нижньої щелепи. Хвіст білого кольору.
Ріст дорослих самців сягає 111–121 см, довжина тіла може досягати 2 м. У самок ці розміри трохи менше. Маса тіла рідко перевищує 160–270 кг, в середньому становить 180 кг.
Парні роги спрямовані спочатку вниз, вперед, а потім вгору, як гачки. Довжина рогів у самців 78 см, у самок трохи менше. Запахові залози розташовані під передочними пасмами волосся і на передніх ногах.

## Поведінка
Чорні гну тримаються групами до кількох десятків голів. Під час сезонних кочівель утворюють величезні стада, нерідко разом з іншими порожнисторогими. Мешкають на відкритих теренах, порослих травою, чагарниками і рідкісними деревами. Активні вранці та ввечері. Харчуються трав'янистими рослинами.
Розмноження у білохвостого гну позасезонні. Вагітність триває близько 8 місяців, народжуються 1-2 дитинчат. Лактація продовжується до 8 місяців, попри те, що теля вже через тиждень після народження починає харчуватися травою.
Тривалість життя 20 років.

## Поширення і чисельність популяції
Чорний гну колись був широко поширений в Південній Африці, де водилися сотні тисяч голів цього виду. До 1930 р. в результаті безконтрольної полювання і руйнувань місць проживання збереглося всього біля 600 тварин. Попри те, що загроза вимирання вже минула, це одна з найрідкісніших антилоп Африки. Завдяки природоохоронним заходам, сьогодні їх популяції оцінюється у понад 18,000 особин.